# Rhomboptila simplicimargo
Rhomboptila simplicimargo là một loài bướm đêm trong họ Geometridae.